# Chaenogobius taranetzi
Chaenogobius taranetzi és una espècie de peix de la família dels gòbids i de l'ordre dels perciformes.

## Morfologia
Els mascles poden assolir els 8,3 cm de longitud total.

## Distribució geogràfica
Es troba al nord-oest del Pacífic.